# ОТВ (Приморье)
«ОТВ» (краевое государственное бюджетное учреждение «Общественное телевидение Приморья») — приморский региональный телеканал. Вещает круглосуточно из Владивостока на весь Приморский край, включая отдаленные районы, в формате HD. Аудитория телеканала составляет 2 миллиона человек в Приморском крае, охват вещанием — более 91 % населения Приморья. Офис и редакция канала находится на улице Марины Расковой, 2 «Б». Позиционируется как главный телеканал Приморского края.
Телеканал начал своё вещание 29 июня 1998 года во Владивостоке (в 2023 году отмечает свой 25-летний юбилей). Учредителем телекомпании является правительство Приморского края.

## История

### Становление (1998—2003)

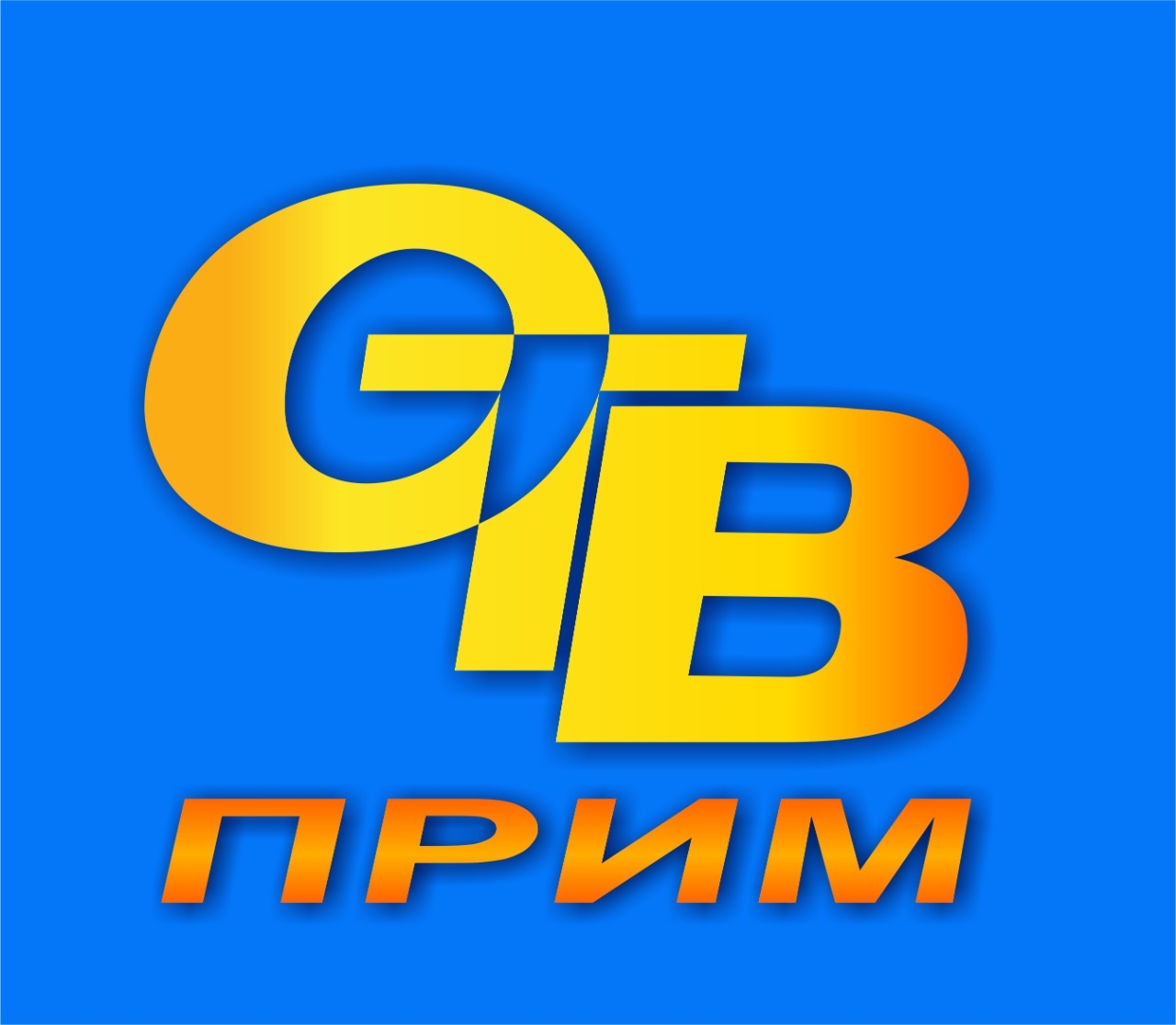
Логотип ОТВ-Прим. Логотип ОТВ-Прим с 29 июня 1998 по 2003 год

Общественное телевидение Приморья было образовано в форме краевого государственного учреждения в ноябре 1997 года. Учредителем телекомпании выступила администрация Приморского края, поэтому и генеральный директор ОТВ-Прим был назначен губернатором — Евгением Наздратенко. Выбор пал на первого заместителя главного редактора газеты «Владивосток» Андрея Холенко. Главной целью первый директор ОТВ ставил «создание сильной информационной службы, способной оперативно освещать события, происходящие в Приморье. Причем делать это профессионально с точки зрения журналистики, то есть максимально объективно и разносторонне, не навязывая своего мнения зрителю».
Таким образом, ОТВ-Прим стал 14-й местной телекомпанией, осуществляющей вещание на Владивосток (в эфир также выходили конкурирующие между собой телекомпании: «Восток-ТВ», «ПКТВ», «Учебное ТВ», «Гамма», «Тройс-ТВ», «РВК», «Гуманитарный ТВ-канал», «Океан», «ТВВ-Телеком», «Ракурс-С», «Лица-23», «ПТР-6», «Континент-ТВ»). Частот для работы телекомпаний было отведено мало, поэтому на каждом канале вещало сразу несколько ТВ.
В апреле 1998 года «Общественное телевидение Приморья» получило лицензию на вещание на 6-м частотном телеканале. Первоначально продолжительность вещания составляла 17 часов в сутки, ретранслировались программы телеканала НТВ. Время выхода в эфир с 00:00 до 08:00 и с 12:00 до 21:00. Остальное время занимали передачи Приморской телерадиокомпании (ПТР-6). Сигнал могли принимать жители Владивостока и южного Приморья.
Также в апреле телеканал начинает строить первую аппаратную студию. В мае на конкурсе в 40 человек были отобраны первые ведущие нового канала — Елена Иванова, Анна Назарова и Нина Шульгина (сейчас она работает театральным критиком). Главным редактором информационных программ нового телеканала стал Евгений Морозов, техническим директором — Вячеслав Пенязь, а главным продюсером — Сергей Крашенинников. Репортёров, операторов, выпускающих редакторов и режиссёров брали только с опытом работы в других телекомпаниях. Одним из первых репортеров ОТВ-Прим стал Евгений Попов (на 2023 год работает на канале Россия-1). С сентября 2016 года и по настоящее время (2023 год) он ведет общественно-политическое ток-шоу «60 минут».
Собственное вещание на «Общественном телевидении Приморья» началось в полдень 29 июня 1998 года с выпуска новостей с Ниной Шульгиной. Первоначально эфир нового телеканала ограничивался пятью выпусками новостей в сутки, которые вплетались в сетку вещания НТВ. Тогда редакция располагалась в трехэтажном здании на улице Пограничной, 2. Затем телекомпания переезжает в отдельное крыло 4-этажного дома на улице Луцкого, 21, где располагалась до 2020 года.

### Первый ребрендинг (2003—2008)

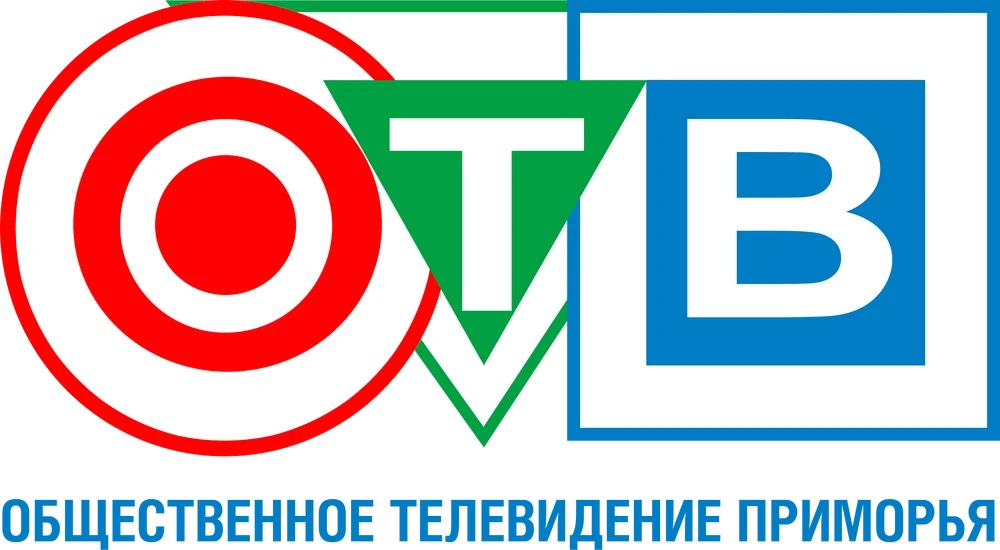
Логотип ОТВ-Прим с 2003 по 30 сентября 2012 года

С приходом нового директора Сергея Апалькова на телеканале запустили обновление информационного вещания. В эфир вышла информационная программа «Панорама», ток-шоу «В центре внимания», передачи «НЭП» (Новости экономической политики), «Цена качества», проекты «Тема недели» и «Специальный репортаж», а также международные новости агентства «Рейтер».
Для адаптации новостей «Рейтер» под приморского зрителя на ОТВ создали отдел переводчиков под руководством Ольги Фоминой, которую затем сменила Галина Нога. Каждое утро руководитель отдела забирала у дежурной службы несколько кассет формата VHS, на которые за ночь были записаны блоки мировых новостей, переводчики их отсматривали и озвучивали. Сотрудники отдела обращали внимание на новости, актуальные российскому контексту, и глобально значимые. Освещались новости спорта, новинки науки и техники, истории о выдающихся творческих личностях. В конце программы ставили позитивные сюжеты о животных. Основной блок мировых новостей выходил в эфир в 12 часов дня. В сутки зритель мог посмотреть 4—5 новых выпусков, которые монтировались по мере поступления очередных блоков от «Рейтер». Помимо этого, самые интересные сюжеты выходили в выпусках местных новостей и в воскресном 15-минутном дайджесте «В мире людей».
В этот период стартовали трансляции с футбольных матчей и ежегодного международного кинофестиваля «Меридианы Тихого».
ОТВ-Приморье финансировался из бюджета Приморского края на сумму почти $1 млн в год и зарабатывал на телевизионной рекламе и коммерческой информации. О бюджетных средствах Апальков отчитался перед депутатами Заксобрания Приморского края. По словам председателя комитета по региональной политике и законности Николая Морозова в 2004 году, «средства [шли] на развитие сети ретрансляторов, на распространение краевого вещания на всей территории Приморья, 2/3 населения которого пока обречено смотреть лишь 1—2 центральных канала». В том же году вещание перешло на третий частотный канал, мощностью 3 кВт, который телезрители Владивостока принимали намного лучше. Вещание перешло в круглосуточный режим. Канал приступил к съёмкам документальных фильмов и публицистических программ, которые впоследствии будут отмечены дипломами региональных и всероссийских конкурсов. В 2007 году главный редактор телеканала Анна Апалькова запускает в производство первый региональный телесериал «Здесь начинается день». Сценаристом выступила Анастасия Садчикова, в ролях были заняты непрофессиональные актёры, в эпизодах — сотрудники телеканала.
В 2005 году название телеканала сократилось до ОТВ и было запущено спутниковое вещание на всю территорию РФ. С 2006 года вещание по всему Приморскому краю ведется при помощи аналоговых телепередатчиков. 2008 году ОТВ создает во Владивостоке собственную кабельную сеть, параллельно завершив строительство всей сети аналоговых передатчиков по Приморскому краю, таким образом охватив 91 % телезрителей региона.

### Второй ребрендинг (2009—2014)

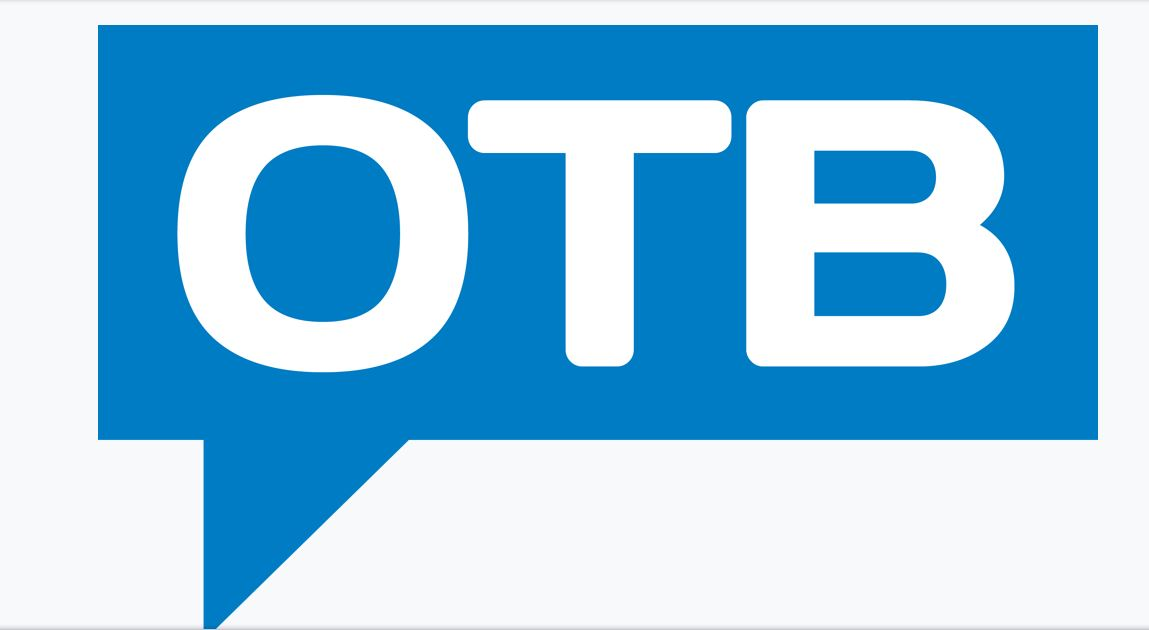
Третий логотип телеканала ОТВ с 1 октября 2012 по 1 октября 2015 года

В январе 2009 года на должность генерального директора телекомпании пришёл бывший пресс-секретарь губернатора края Михаил Полусмак, при нём ОТВ перешёл на полное производство собственных программ без участия сторонних продюсерских центров. Вещание велось на весь Приморский край в режиме 24/7.
В 2010 году изменилась сетка вещания, в ней стало больше спортивных трансляций, появились новые программы «Квадратные метры» (о жилищно-коммунальной сфере), «Пятый элемент» (о новинках современной электроники), «Культурно», «Сельсовет», утреннее шоу «Новый день» и передача «Приморье with love. Панфилов story» об истории края, его достопримечательностях и необычных людях, программу вёл приморский рок-музыкант группы «Иван Панфилов» Сергей Шагин. Сценарии для программы писал член Общества изучения Амурского края Сергей Корнилов. В 2011-м Права на показ передачи приобрёл федеральный телеканал «Моя планета».
В это время телекомпания сняла и транслировала второй собственный телесериал про жизнь дальневосточных студентов — «У самого синего моря».
В 2012 году директором был назначен Александр Мальцев (работавший до этого на региональном ТНТ), до него должность директора ОТВ занимала Светлана Дронина. У телеканала были финансовые сложности, он не получал помощь от регионального правительства. На тот момент в штате было порядка 200 человек, а около 60 % зрителей проживали за пределами Владивостока.

### Третий ребрендинг (2015—2019)

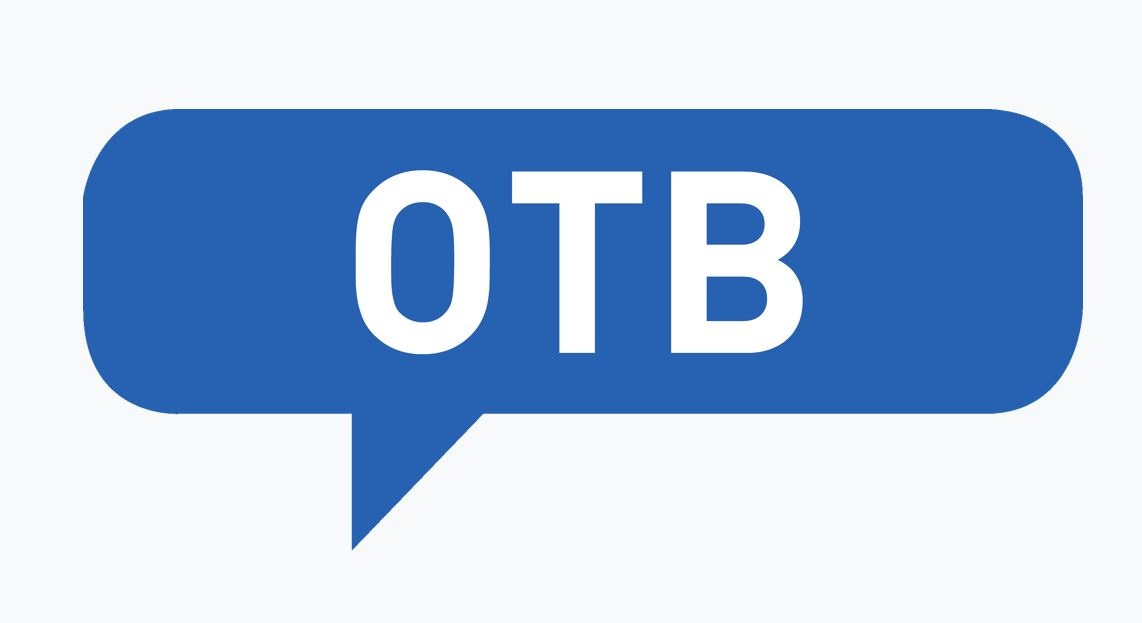
Логотип ОТВ со 2 октября 2015 по 20 марта 2022 года

Назначение на должность генерального директора депутата Заксобрания Приморья Алексея Козицкого стало началом перезагрузки канала, где 80 % эфира составляли собственное производство, а 20 % — «лучшие федеральные программы, отечественные и зарубежные сериалы и фильмы». На должность главного редактора пригласили Евгения Подтергеру, при котором вышли телепрограммы «Морское собрание» (о людях, чье призвание связано с морем) и «Морская» (мир гидрокосмоса), «Те, кто» (беседы со звездами), «Формат молодых» (для молодежи, он же — ФМ), «Рота, подъём» (армейский журнал), «Справедливость» (правовой ликбез) и ток-шоу «Двенадцать». Одновременно ОТВ стал официальным вещателем матчей кубка «Дэвиса» во Владивостоке. Была полностью обновлена студия.
В 2015 году ОТВ и китайская медиакорпорация CGTN заключили соглашение о взаимном обмене новостями, а в 2018-м ОТВ как полноправный партнер вошло в число членов платформы обмена информацией и видеоконтентом стран Шанхайской организации сотрудничества в числе 26 российских телекомпаний. В том же году на ОТВ стала выходить еженедельная программа «Китайская шкатулка» с материалами Центрального телевидения Китая и корреспондентов ОТВ из Приморья, так или иначе связанных с российско-китайским приграничным взаимодействием. Эти материалы также выходят и в эфире канала CGTN-русский.
В 2016 году началась трансформация внутреннего производства с аналогового на цифровой. Компания отказалась от пленочных носителей для съемок и архива. Переход на цифровое вещание в высоком разрешении (high definition) полностью завершился в 2017-м.
В эфир вышел совместный проект ОТВ и приморской музыкальной группы «Марлины» — развлекательно-познавательная программа «Легенды и мифы Приморья», которая в формате музыкальных клипов раскрывала тайны региона. «Каждый клип длится всего минуту, но за это время его создатели успевают рассказать о выбранном событии или месте». Передача, первая в Приморье, взяла премию «ТЭФИ-Регион» в 2018 году. Проект начал делать Евгений Подтергера, но накануне вручения премии в руководстве телеканала случились кадровые изменения: исполнять обязанности главного редактора стала Олеся Ясевич. А генеральным директором назначили другого депутата ЗакСобрания, автора и ведущего программы «Сталкер» Дмитрия Новикова. Однако, не смотря на желание «создать телевидение, которое помогает», накануне 2019 года Новиков также пишет заявление об уходе. С февраля 2019-го его место занимает главный редактор ИА «Дейта» Галина Симонова, которая ранее уже работала на телеканале в должности редактора новостной программы «Панорама».
В июле 2019 года ОТВ становится обязательным общедоступным телеканалом Приморского края. Вещание ведется на 21-й кнопке у всех кабельных операторов. ОТВ организует прямые трансляции значимых событий на территории ДВФО (Южно-Сахалинск, Хабаровск). В ноябре 2019-го ОТВ врезается в эфир телеканала ОТР. Вещание составляло 5 часов в сутки, но в апреле 2020 года было прекращено по техническим причинам.
В этом же году компания организовала прямую трансляцию на территорию Южной Кореи международных соревнований по настольному теннису Eastern Champions Cup, а также для зрителей Бразилии трансляцию турнира «Битва на море».
Также в эфир вышла программа «Наш человек» о лучших тружениках Приморья. Зрители могли предложить людей для очерка, герой выпуска выбирался через интернет-голосование, после выхода передачи человек нередко получал награду от органов власти региона. Например, героем мог стать главный механик плавбазы «Алексей Чуев», которого номинировали работавшие с ним рыбообработчики.
В январе 2020 года в структуру ОТВ вошла «Приморская газета», её редакция вместе с телекомпанией переехала в новое на улице Марины Расковой, 2 «б».
Эфирная сетка менялась в 2020/21 годах из-за пандемии коронавируса, в эфир выходило больше масштабных телевизионных онлайн-марафонов. Роспотребнадзор за это время отстранял 13 сотрудников из-за контактов с болевшими коллегами.
В 2020 году в рамках празднования 30-летия установления дипломатических отношений между Республикой Корея и Российской Федерацией корейское генкольсульство во Владивостоке впервые показало на ОТВ драмы «Там, куда падают звезды» и кулинарное шоу. А в 2021 году в эфире ОТВ вышел документальный фильм «Земля больших кошек» о единой природоохранной задаче охраны краснокнижных уссурийских тигров и дальневосточных леопардов в российском заповеднике «Земля леопарда» и китайском резервате «Северо-Восточного национального парка тигра и леопарда».

### Четвёртый ребрендинг (с 2022)

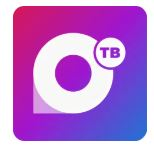
Современный логотип ОТВ с 21 марта 2022 года

В марте 2022 года телеканал возглавил Дмитрий Каманин, ОТВ обновил оформление телевизионного эфира, запустили 33 новых проекта, в их числе «ЧБ Приморье», «Прямая речь», «Без комментариев», «Панорама дайджест», «Два вопроса», «Знай свой край», «ДВ-Блиц», «Кадр в кадре», «А-Арсеньев», «Новостята», «Полезные новости», «Стесняюсь спросить», «Мобильная мама», «Дачный десант», «Приморье без опасности», «Правила дорожного уважения», «Кратко», «Курс дня», «Социальный эксперимент», «Фейкам нет» и другие. Ещё 16 программам были обновлены. С 2023 года ОТВ совместно с ГИБДД Владивостока выпускают передачу «Правила дорожного уважения».
Одновременно с этим ОТВ начинает вещание в интернете, запускает социальные сети и ОТТ-сервисы.
ОТВ выбрали официальным вещателем международных игр «Дети Азии», церемонию открытия которых в прямом эфире посмотрели миллионы зрителей. Хроника соревнований также передавалась в эфире ОТВ.
В 2022 году спортивная редакция ОТВ накануне Зимних Олимпийских игр организовала прямой телемост с Пекином и рассказала приморским зрителям о технологических новшествах Олимпиады, а китайской аудитории — об успехах китайских хоккейных команд в КХЛ и показывала выступления их спортсменов на льду «Фетисов Арены» во Владивостоке. В 2023 году коллеги из Пекина пригласили сотрудников ОТВ на гала-концерт CGTN, посвящённый празднику Чуньцзе (Новому году по лунному календарю), китайской аудитории был показан сюжет с поздравлением со льда бухты Патрокл в заливе Петра Великого. С 1983 года трансляции гала-концерта входят в Книгу рекордов Гиннесса как самая популярная в мире телепрограмма по числу телезрителей. В 2023 году во всём мире на разных языках и платформах её посмотрели более 16 млрд 230 млн зрителей.

## Подразделения
На 2023 год структура ОТВ-Приморье состоит из следующих подразделений:
- Редакция новостей
- Редакция программ
- Редакция документальных проектов
- Интернет-редакция
- Редакция «Приморской газеты»
- Производственный отдел
- Отдел маркетинга и рекламы
- Аппаратно-студийный комплекс

## Награды
- 2018 — гран-при «ТЭФИ-Регион» за проект «Легенды и мифы Приморья»[48]
- Памятный знак команды-первопроходца ОТВ от Приморской корпоративной интеллектуальной лиги
- Дипломом за плодотворное сотрудничество во время подготовки и проведения ВЭФ
- Гран-при в номинации «Надежность и профессионализм»
- Премия в номинации «Информационный телеканал Приморья номер 1»
- Награда за большой вклад в популяризацию физкультуры и спорта в номинации «Спортивное СМИ года»
- В феврале 2023 года три сотрудника ОТВ были награждены по итогам конкурса «Золотое перо Приморья[49]», проводимого Приморским отделением Союза журналистов России для «повышение престижа журналистской профессии[50]». Всего на конкурс было подано более 200 работ в 9 номинациях.